# Phyllophaga brevicornis
Phyllophaga brevicornis är en skalbaggsart som beskrevs av Garcia-vidal 1988. Phyllophaga brevicornis ingår i släktet Phyllophaga och familjen Melolonthidae. Inga underarter finns listade i Catalogue of Life.